# Procter & Gamble

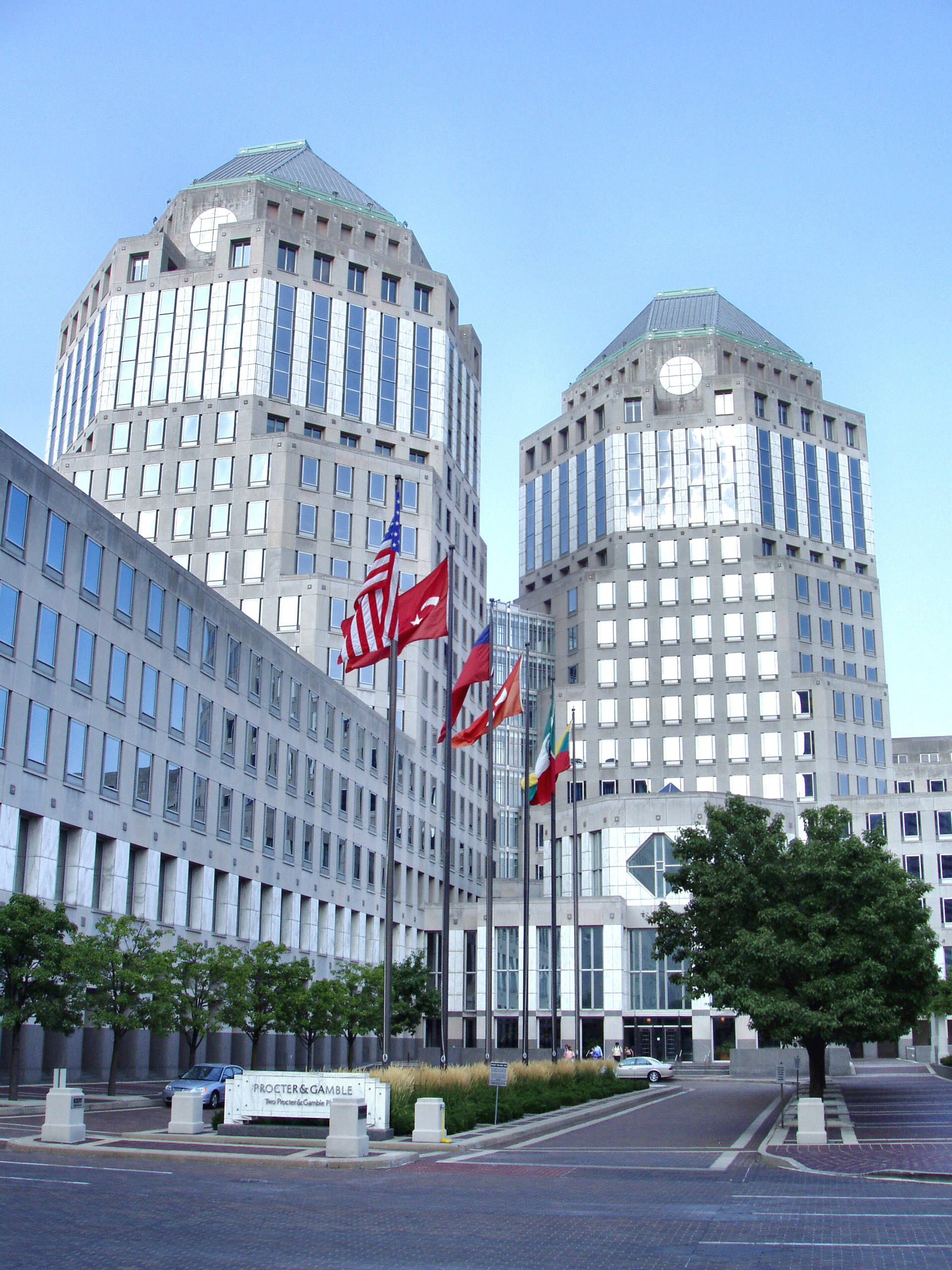
Sede de Procter & Gamble en Cincinnati, Ohio.

Procter & Gamble, también conocida como P&G, es una empresa multinacional estadounidense de bienes de consumo. Tiene su  sede en la ciudad de Cincinnati en Ohio, Estados Unidos. Fue fundada por William Procter y James Gamble en 1837. Tiene una amplia gama de productos en la cual se ha llegado a incluir comida para perros, artículos de limpieza y productos de cuidado personal, alimentos y bebidas. Tiene presencia en  más de 160 países, donde produce y distribuye firmas conocidas como Gillette, Ariel, Tampax y más de 300 marcas. En 2014, P&G registró un ingreso en ventas de 81 100 millones de dólares. 
En agosto de 2016, anunció una reorganización de su estructura en la que se eliminarían 100 marcas dejando 80, que producían el 95 % de los ingresos de la compañía, en las que centraría su actividad con la intención de que la compañía fuera mucho más simple y menos compleja.

## Historia
El 31 de octubre de 1837 William Procter y James Gamble, dos inmigrantes ingleses, el primero fabricante de velas  y el segundo de jabón, que se habían establecido en la ciudad de Cincinnati, fundaron las empresa Procter & Gamble. Procter y Gamble se conocieron al casarse con las hermanas Olivia y Elizabeth Norris y fueron influenciados por su suegro, Alexander Norris, para ser socios.
Entre 1858 y 1859, sus ventas alcanzaron $1 millón. Para este punto, aproximadamente 80 empleados trabajaban para P&G. Durante la Guerra Civil, la compañía ganó contratos para suministrar al Ejército de la Unión jabones y velas. Además de incrementar su experiencia durante la guerra, los contratos militares introdujeron los productos de Procter & Gamble en todo el país.
En la década de 1880, Procter & Gamble empezó a comercializar un nuevo producto, un jabón barato que flotaba en el agua llamado 'Ivory'.
William Arnett Procter, el nieto de William Procter, comenzó un programa de reparto de utilidades para la compañía en 1887, al dar a los trabajadores una participación en la compañía, asumió correctamente que serían menos propensos a hacer huelga.
La compañía comenzó a construir fábricas en otros lugares de los Estados Unidos debido a que la demanda de productos había superado la capacidad de las instalaciones de Cincinnati. Los líderes de la compañía comenzaron a diversificar sus productos, así, en 1911, comenzó a producir 'Crisco', una grasa alimentaria hecha de aceites vegetales, en lugar de la tradicional y más cara grasa animal. Como la radio se hizo más popular en la década de 1920 y 1930, la compañía patrocinó una serie de programas de radio. Como resultado, estos programas serán conocidos comúnmente en inglés como "soap - opera".
La compañía se trasladó a otros países, tanto en términos de ventas como en fabricación de productos, convirtiéndose en una corporación internacional con la adquisición en 1930 de la compañía Thomas Hedley, con sede en Newcastle upon Tyne, Inglaterra. Tras esta adquisición, Procter & Gamble mantuvo su sede del Reino Unido en 'Hedley House' en Newcastle upon Tyne (Inglaterra), hasta hace muy poco. Numerosos productos nuevos y nombres de marca se introdujeron a través del tiempo, y Procter & Gamble comenzó la diversificación en nuevas áreas. La compañía presentó el detergente 'Tide', en 1946 y el champú 'Prell' en 1947. En 1955, Procter & Gamble comenzó a vender la primera pasta de dientes que contenía fluoruro, conocida como 'Crest'. Diversificando de nuevo en 1957, la compañía compró 'Charmin Paper Mills' y comenzó a fabricar papel higiénico y otros productos de papel.
Una vez más se centró en la ropa, comenzando a fabricar el suavizante 'Downy' en 1960 y rebotar hojas de suavizante en 1972. Uno de los productos más revolucionarios al salir en el mercado fue 'Pampers', comercializado por primera vez en 1961. Antes de este suceso, los pañales desechables no eran populares, aunque Johnson & Johnson habían desarrollado un producto llamado 'Chux'. Los bebés siempre llevaban pañales de tela, que sufrían fugas y había que lavar a mano. Pampers presentó una alternativa conveniente, aunque a costa del medio ambiente, pues es un residuo que acababa acumulándose en los vertederos.
Procter & Gamble compró una serie de otras empresas que diversificaban su línea de productos y producían un aumento significativo de las ganancias. Estas adquisiciones incluyen Folgers café, Norwich Eaton Pharmaceuticals (los creadores de Pepto-Bismol), Richardson-Vicks, Noxell (Noxzema), de Shulton Old Spice, Max Factor, y la Compañía Iams, entre otros. En 1994, la empresa llegó a los titulares debido a las pérdidas resultantes de grandes posiciones apalancadas en derivados de tipo de interés, y posteriormente demandó a Bankers Trust por fraude; esto colocó su gestión en la inusual posición de testificar ante el tribunal que habían realizado transacciones que no eran capaces de entender. En 1996, Procter & Gamble regresó de nuevo a los titulares cuando la Administración de Alimentos y Medicamentos aprobó un nuevo producto desarrollado por la empresa, Olestra. También conocido por su nombre comercial 'Olean', olestra es un sustituto bajo en calorías de la grasa para cocinar patatas fritas y otros aperitivos.
En enero de 2005 P&G anunció la adquisición de Gillette, formando la mayor empresa de bienes de consumo del planeta y colocando a Unilever en el segundo lugar. Esto sumó las marcas de maquinillas de afeitar Gillette, de pilas Duracell, Braun y Oral-B a su empresa. La adquisición fue aprobada por la Unión Europea y la Comisión Federal de Comercio, con condicionamientos de un spin-off de ciertas marcas superpuestas. P & G acordó vender su negocio de cepillo de dientes eléctrico operado por batería 'SpinBrush' a Church & Dwight. También se deshizo de la línea de pasta de dientes-cuidado bucal de Gillette, 'Rembrandt'. Las marcas de desodorante 'Right Guard', 'Soft and Dri' y 'Dry Idea' fueron vendidas a Dial Corporation. Las empresas se fusionaron oficialmente el 1 de octubre de 2005. Liquid Paper, y la división de papelería de Gillette, Paper Mate se vendieron a Newell Rubbermaid. En 2008, P & G se ramificó al negocio de la música con su patrocinio de registros de etiquetas, como un respaldo para TAG spay.
El predominio de P&G en muchas categorías de productos de consumo, hace que sus decisiones de gestión de marcas sean dignas de estudio. Por ejemplo, los estrategas corporativos de P&G tienen en cuenta la probabilidad de que alguno de sus productos puede canibalizar las ventas de otro.
El 25 de agosto de 2009, la compañía farmacéutica con sede en Irlanda Warner Chilcott anunció que había comprado un negocio de prescripción de medicamentos de P&G por $3.1 billones de dólares.
P&G se retiró del negocio de alimentos en 2012 cuando vendió su negocio de snacks Pringles a Kellogg's por $ 2.75bn después del acuerdo de $ 2.35bn con el ex pretendiente Diamond Foods, el cual se quedó corto. La compañía había vendido previamente la mantequilla de maní 'Jif' y el café 'Folgers' en transacciones separadas a Smucker's.
Procter & Gamble fue patrocinador de los Juegos Olímpicos de Londres 2012, patrocinando a 150 atletas.
Procter & Gamble también fue patrocinador en 2014 de los Juegos Olímpicos de Invierno de Sochi.
Volvió como patrocinador de los Juegos Olímpicos de Río de Janeiro 2016.

## Operaciones
Al 1 de julio de 2014, la estructura de la empresa se dividía en cuatro Unidades de Negocio Global (UNG o GBU, por sus siglas en inglés) y cinco Organizaciones de Venta y de Mercado (OVM o SMO, por sus siglas en inglés).
- UNG
  - Belleza, Cabello y Cuidado Personal
  - Bebé, Femenino y Atención a la Familia
  - Tela y Cuidado del Hogar
  - Salud y Aseo

- OVM
  - Asia
  - Europa
  - India, Oriente Medio y África (IMEA)
  - América Latina
  - América Del Norte

### Dirección y personal
La junta directiva de Procter & Gamble tiene actualmente doce miembros, de los cuales cuatro son mujeres y ocho son hombres:
- Francis S. Blake
- Angela Braly
- Amy L. Chang
- Kenneth F.Chenault
- Scott Cook
- Joseph Jimenez
- Terry J. Lundgren
- W. James McNerney Jr.
- Nelson Peltz
- Meg Whitman
- Patricia A. Woertz
- Ernesto Zedillo

En marzo de 2011 Rajat Gupta renunció a la junta después de una acusación de la SEC de emplear información privilegiada de Galleon Group.
En mayo de 2011 la revista Fortune editor-en-grandes vendedores de Patricia, elogió la diversidad a bordo de P&G, ya que cinco de los once directores actuales de la empresa son mujeres y todas han estado en la lista anual de mujeres más poderosas de la revista Fortune.
En mayo de 2013, Robert A. McDonald anunció su retirada y fue reemplazado por AG Lafley que regresó como director, presidente y director general.
En 2019, David Taylor, el gerente general de P&G, dijo: «El mundo sería un mejor sitio si de mi Junta Directiva para abajo tuviésemos un 50% de mujeres.  Más de la mitad de nuestros clientes son mujeres."  The Wall Street Journal destacó que la Junta Directiva de P&G tiene más del doble de hombres que de mujeres.

### Reconocimiento de empleados
Fortune  galardonó a P&G en primer lugar en su lista de "Global Top Companies for Leaders", y la calificó como la empresa en decimoquinto lugar de la lista de "Las compañías más admiradas del mundo". El Jefe Ejecutivo de la revista llamó a P&G como la mejor compañía global de desarrollo de liderazgo en su lista de las "40 Mejores Compañías para Líderes".
En octubre del 2008, fue nombrada como una de las mejores 100 empresas para trabajar en Canadá por Mediacorp Canada Inc., y apareció en la revista Maclean. En septiembre también fue nombrada como uno de los mejores lugares para trabajar, hecho por el periódico Toronto Star.
En agosto de 2013, fue nombrada la 14.ª empresa más dura de entrevistar por Glassdoor. En octubre de 2013, P&G fue nombrada como el cuarto empleador de mayor demanda en el mundo de acuerdo a los datos analíticos procedendes de Linkedin. En noviembre, Glassdoor también la nombró como empresa Top 25 para la carrera de oportunidades.
En febrero del 2014, Glassdoor puso a P&G en 34º lugar en su lista anual de Mejores Lugares para Trabajar. En noviembre, P&G salió públicamente en apoyo de la igualdad de matrimonio para sus empleados LGBT en un comunicado hecho por el jefe de diversidad global, William Gipson.
Además anualmente a los empleados se les reconoce con un Ranking, el cual consiste en un bono de 15 a 30 días de salario dependiendo del ranking que ganaron; el ranking 3: es cuando el empleado tuvo un bajo desempeño y entregó muy pocos resultados, el ranking 2: es cuando el empleado cumplió con sus objetivos y no falló en sus actividades y responsabilidades , el ranking 1: es cuando el empleado entregó resultados más allá de su deber y tuvo un excelente desempeño.

### Marcas
Veintiséis de las marcas de P&G tiene más de mil millones de dólares en ventas netas anuales, según el Informe Anual 2011 y P&G Corporate Newsroom.
La mayoría de estas marcas, incluyendo Bounty, Crest y Marea, son productos globales disponibles en varios continentes. Los productos de Procter & Gamble están disponibles en América del Norte, América Latina, Europa, Oriente Medio, África, Asia, Australia y Nueva Zelanda.
Las operaciones de fabricación se basan en las siguientes regiones:
| - Estados Unidos - Canadá - Filipinas - México - Colombia - Indonesia - Oriente Medio - Nueva Zelanda - Europa - Venezuela - Japón - China (31 fábricas de propiedad) y otras partes de Asia - Corea del Sur - África - Brasil - Australia |

En agosto de 2014, P & G anunció su reducción de marcas en la empresa, cayendo alrededor de 100 marcas y concentrándose en las 80 marcas restantes, que producían el 95 por ciento de las ganancias de la compañía.

### Diseños y modelos industriales
En 2025, la Reseña anual del Sistema de La Haya de la Organización Mundial de la Propiedad Intelectual (OMPI) clasificó a Procter & Gamble Co. como el primer lugar mundial en número de solicitudes de registro de dibujos y modelos industriales realizadas en el marco del Sistema de la Haya, con 641 solicitudes realizadas durante 2024, luego del segundo lugar en las aplicaciones de 2023 con 525 solicitudes.

### Producciones
Procter & Gamble produjo y patrocinó las primeras radionovelas en la década de 1930 (Procter & Gamble, ya muy conocido en EE. UU. por sus detergentes y jabones- dio así origen al término "soap-opera") [cita requerida]. Cuando el medio audiovisual más popular cambia a la televisión en los años 1950 y 1960, la mayoría de las nuevas publicaciones seriadas fueron patrocinadas y producidas por la empresa. La serie The Young and the Restless se transmite actualmente por la cadena CBS y todavía está parcialmente patrocinada por Procter & Gamble.
Estas publicaciones seriadas fueron las últimas producidas por Procter & Gamble:
| - Another World - As the World Turns - The Brighter Day - The Catlins - The Edge of Night - The First Hundred Years - From These Roots - Guiding Light | - Lovers and Friends / For Richer, for Poorer - Our Private World - Search for Tomorrow - Somerset - Texas - Young Doctor Malone |

Procter & Gamble también fue la primera compañía en producir y patrocinar un programa en horario estelar, una spin-off de la telenovela A medida que el Mundial 1965 Giros llamado nuestro mundo privado. En 1979, PGP produjo Shirley, una serie de la NBC en horario estelar protagonizada por Shirley Jones, que duró trece episodios. También produjeron la primera serie original de la comedia de TBS, Down to Earth, que funcionó desde 1984 hasta 1987 (se produjeron 110 episodios). También distribuyeron la serie de comedia sindicado Latido. Procter & Gamble Producciones coproducida originalmente Dawson's Creek con Sony Pictures Television, pero se retiró antes del estreno de la serie debido a las críticas de prensa tempranos. También produjo la película 1991 TV Un triunfo del Corazón: La historia de Ricky Bell, que fue coproducido por El Landsburg Company. También produce los People's Choice Awards.
Además de artículos de producción propia, Procter & Gamble también es compatible con muchas telenovelas en idioma español a través de la publicidad en canales como Univision, Telemundo, Telefutura y Azteca América. Procter & Gamble fue uno de los primeros anunciantes en la televisión en español a mediados de la década de 1980.
En 2008, P&G se expandió al patrocinio de la música cuando se unió a Island Def Jam para crear registros de la etiqueta, el nombre de un aerosol del cuerpo que P&G adquirió de Gillette. En abril de 2010, después de la cancelación de As the World Turns, PGP anunciaron que estaban eliminando gradualmente oficialmente fuera de la industria del jabón y la expansión a más familiares programación adecuada.
Procter & Gamble también dieron un contrato de $ 100,000 a los ganadores del Ciclo 1 a 3 de Canada's Next Top Model, donde Andrea Muizelaar, Rebecca Hardy y Meaghan Waller ganaron el premio.
A partir de 2013, PGP ha rebautizado como Procter & Gamble Entretenimiento (PGE) con un nuevo logotipo y un énfasis en la producción de entretenimiento multi-plataforma.

### Mercadeo vía internet
La compañía ha desarrollado activamente y patrocinado numerosas comunidades en línea, es decir BeingGirl.com (lanzado en 2000), Women.com. A partir de 2000, la empresa tenía 72 "sitios de destino altamente estilizados".

## Marcas
- Desodorantes: Old Spice, Secret, MUM, Gillette Series.
- Productos para bebé: Baby Fresh. Kid fresh, Luvs, Pampers, Wash a bye baby, Dodot.
- Cuidado del cabello y Tintes: Wella, Pantene, Herbal Essences, Head & Shoulders (H&S), Vidal Sassoon, Miss Clairol, Koleston, Wellaton, Motif, Soft Color, Infusium23.
- Afeitado: Gillette,Perma sharp, Astra.
- Higiene femenina: Always, Tampax, Attends, Tess, Naturella, Ladysan, Evax, Ausonia.
- Lavandería y limpieza: Ariel, Biz, Bold (antes Bold 3), Bounce, Cascade, Cheer, Cinch, Comet, Dash, Downy, Gain, Era, Ivory, Joy, Mr Clean (Don Limpio en España, Maestro Limpio, Tide —Ace en Venezuela y Perú—, Ariel, Salvo (en México), Rápido, Magia Blanca, Ayudín (en Perú), Rindex, Fairy (Dawn, Magistral en Argentina y Uruguay y próximamente en Perú, Colombia, Venezuela y México), Cierto y Vencedor.
- Medicamentos sin receta médica: ZzzQuil, DayQuil, Metamucil, Clear Blue, NyQuil, Pepto Bismol, Percogesic, Therma Care, Vick (VapoRub, jarabe y triangulitos).
- Medicamentos con receta médica: Actisite, Brontex, Dantrium, Didronel, Macrodantin, Ultradol, Zebete, Ziac (vendidos en agosto de 2009).
- Cuidado dental: Chloraseptic, Crest, Oral-B, Pro, Fluocaril y Parogencil, fixodent.
- Papel higiénico: Banner, Bounty, Charmin, Puffs, Royale, Summit, Bess, Tempo, Lirio.
- Servilletas: Buffette, Charmin, Lunch, Chef.
- Jabones: Coast, Ivory. Antibacteriales Escudo (Safeguard en Estados Unidos), Fairy, Moncler.
- Productos de belleza: Wella, Max Factor, CoverGirl, Olay, SK-II.
- Ambientadores: Ambi Pur.

### Marcas del pasado
Marcas comerciales que pertenecieron a P&G en el pasado:
- Crisco (aceite vegetal y comida rápida) y Jif (mantequilla de cacahuete) - pasaron a manos de sus accionistas, seguido de una inmediata fusión con The J.M. Smucker Co. en 2002.
- Lava soap, vendido a WD-40 en el año 1999.
- Clearasil, la solución para el acné, fue vendida a Boots Healthcare.
- Duncan Hines pays empaquetados para cocinar en casa, fue vendida a Aurora Foods (ahora Pinnacle Foods) en 1998.
- Prell champú, fue vendido a Prestige Brands International en 1999.
- Sunny Delight bebida de naranja, pasó a convertirse en una filial en 2004.
- Drene champú y acondicionador, vendidos a Fisa.
- Pilas: Duracell, vendida a Buffett en el año 2014.[26]
- Zest y Camay, jabón de tocador, cedió los derechos de la marca para Estados Unidos, Canadá, Puerto Rico y el Caribe a High Ridge Brands Co. en 2011 y vendidas en 2015 a Unliever.[27]
- Odontine pasta de dientes de origen chileno
- Pringles snack con forma de patata frita, vendida en 2011 a Kellogg's.[28]
- Iams y Eukanuba alimentos para mascotas adquiridas en 1999 y vendidas en 2014 a Mars.[29]
- Pert Plus champú, vendido a Henkel en 2015.
- Lavan San.

## Controversias

### La fijación de precios
En abril de 2011, P&G fue multada 211.2m euros por la Comisión Europea por establecer un cártel de fijación de precios en Europa junto con Unilever, que fue multado con 104 millones de euros, y Henkel (no se impuso una multa). Aunque la multa se fija más alto en un primer momento, se descontó un 10% después de que P & G y Unilever admitieran que ejecutaron el cartel. Como proveedor del chivatazo que condujo a las investigaciones, Henkel no fue multado.

### El síndrome de choque tóxico y tampones
El síndrome del choque tóxico (SST) es una enfermedad causada por cepas de la bacteria Staphylococcus aureus. La mayoría de las personas tienen estas bacterias que viven en sus cuerpos como comensales inofensivos en lugares como la nariz, la piel y la vagina. La enfermedad puede afectar a cualquier persona, no solo a las mujeres, pero la enfermedad se asocia a menudo con los tampones. En 1980, se reportaron 814 casos de SST relacionados con la menstruación; 38 personas murieron por choque séptico. Se documentó que la mayoría de las mujeres en estos casos estaban haciendo uso de un tampón sintético súper absorbente, particularmente el tampón creado por Procter & Gamble llamado 'Rely'. El tampón 'Rely' era tan super-absorbente que uno solo bastaba para el flujo menstrual de una mujer. A diferencia de otros tampones de algodón y rayón, se basaba en carboximetilcelulosa y perlas comprimidas de poliéster para la absorción.
En el verano de 1980, los Centros para el Control y Prevención de Enfermedades publicaron un informe explicando cómo estos mecanismos bacterianos llevaban a TSS. También afirmaron que el tampón 'Rely' se asoció con TSS más que cualquier otra marca de tampones. En septiembre de 1980, Procter & Gamble retiró voluntariamente su marca de tampones del mercado y acordaron establecer un programa para notificar a las consumidoras del peligro. Desde la década de 1980, los informes sobre casos de TSS han disminuido dramáticamente.

### Experimentación en animales
El 30 de junio de 1999, P&G anunció que limitaría sus prácticas de pruebas sobre animales en sus alimentos y medicamentos, productos que representan aproximadamente el 80% de su cartera de productos. La compañía invirtió más de $ 275 millones en el desarrollo de ensayos alternativos métodos.
P & G ha recibido duras críticas por parte de grupo de defensa de los animales PETA por la práctica de las pruebas en animales.

### Otros productos
En 2002, Procter & Gamble fue denunciada por sus anuncios, al sugerir falsamente a los consumidores que el fármaco 'Prilosec' podría curar la acidez estomacal en un día. En diciembre de 2005, la división farmacéutica de Procter & Gamble estaba involucrada en una disputa sobre la investigación con su medicamento para la osteoporosis 'Actonel'. El caso fue discutido en los medios de comunicación.
En octubre de 2007, una demanda colectiva fue presentada en el Estado de Georgia, alegando que muchos usuarios del enjuague bucal 'Crest Pro-Health', con el ingrediente activo cloruro de cetilpiridinio, sufrieron de dientes manchados y pérdida de su sentido del gusto como resultado. Procter & Gamble sostiene que estos efectos secundarios se producen en solo el tres por ciento de los usuarios. La demanda buscaba incluir para los usuarios la divulgación, advirtiendo de estos efectos secundarios en el embalaje del producto.
En 2004, en una columna del diario venezolano 2001 se afirmaba que la crema dental Crest ocasionaba cáncer bucal. A pesar de que esta información fue categóricamente desmentida por la empresa, las ventas del producto cayeron aparatosamente.

### Mitos del Logo
El antiguo logotipo de P&G se originó en 1851 como una mezcla cruda que irrumpen los trabajadores en el Río Ohio pintadas en casos de velas de estrellas de P & G para identificarlos. P & G cambió más adelante este símbolo a una marca que mostraba a un hombre en la Luna con vistas a 13 estrellas, dijo, para conmemorar las trece colonias originales.
La compañía recibió publicidad no deseada de los medios en la década de 1980 cuando se difundieron rumores de que el logotipo de la luna y las estrellas era un símbolo satánico. La acusación se basó en un determinado pasaje en la Biblia, específicamente Revelación (Apocalipsis) 12:1, que dice lo siguiente: "Y apareció una gran señal en el cielo: una mujer vestida del sol, con la luna bajo sus pies y sobre su cabeza una corona de 12 estrellas". El logo de P&G consistió en la figura de un hombre en la luna rodeado por 13 estrellas. Algunos afirmaban que el logotipo era una burla del símbolo divino aludido en el verso anterior, interpretando así el logotipo como satánico. Cuando la barba que fluye se encuentra con el círculo, tres rizos sobresalen, se decía que eran un reflejo del número 666, o el número de la bestia. En la parte superior e inferior, el pelo se enrosca sobre sí mismo y se decía que eran los dos cuernos semejantes a los de un carnero. La luna y las estrellas del logotipo dejaron de aparecer en 1989, en un fallido intento de acallar los rumores.
Estas interpretaciones han sido negadas por funcionarios de la compañía y nunca se ha presentado evidencia alguna que vincule a la empresa con la Iglesia de Satán o con cualquier otra organización oculta. La compañía, sin éxito, demandó a Amway de 1995 a 2003 por los rumores transmitidos a través de un sistema de correo de voz de la empresa en 1995. En 2011, la empresa demandó con éxito a distribuidores individuales de Amway por la reactivación y la propagación de los falsos rumores. La Iglesia de Satán niega ser patrocinada por Procter & Gamble.

### Masculinidad tóxica
En el año 2019, P&G decidió atraer a los millenials a una de sus marcas (Gillette) con un documental políticamente correcto titulado MeeToo. En él se habló del estereotipo de hombres que eran perjudiciales para la sociedad. A pesar de que la marca afirmó tener buenas intenciones, y tratar de fomentar buenos valores, muchos hombres se sintieron ofendidos por el anuncio. La empresa fue duramente criticada por internet, donde varios internautas juraron no volver a comprar un producto de Gillete. A pesar de que P & G se mostró conforme con los resultados del debate generado por el polémico anuncio, admitiendo que no existe publicidad mala. Lo cierto es que sus ventas decayeron después de la polémica.